# Ohne jeden Zweifel
Ohne jeden Zweifel (Originaltitel: The Farm) ist ein psychologischer Thriller von Tom Rob Smith. Er spielt in London und Schweden und ist Smiths viertes veröffentlichtes Werk.

## Inhalt
Im Sommer 1963 reißt die 16-jährige Tilde von ihrem elterlichen Hof im ländlichen Schweden aus und flüchtet nach London. Hintergrund ist, dass die Dorfgemeinschaft sie in Verbindung mit einem tödlichen Badeunfall ihrer Freundin Freya bringt. An Freyas Ertrinken konnte zwar kein Verschulden Tildes nachgewiesen werden, aber sie hatte zuvor eine heftige Auseinandersetzung mit Freya gehabt und war am Unfallort. Tildes Vater, ein erfolgreicher Lokalpolitiker, Landwirt, Imker und angesehenes Mitglied der Kirchengemeinde, empfindet diese Gerüchte als solche Schande, dass er Tilde verstößt. Also flieht sie nach England, bricht jeden Kontakt zu ihren Eltern ab und heiratet den Briten Chris. Sie führen eine glückliche Ehe, gründen eine Familie mit Sohn Daniel, machen sich selbstständig und leiten eine Gärtnerei.
50 Jahre später verkaufen Tilde und Chris ihren Betrieb und erfüllen sich ihren langgehegten Wunsch, ihren Ruhestand auf einem Selbstversorger-Hof in Schweden zu verbringen und dort alt zu werden.
Die eigentliche Erzählung beginnt wenige Monate später, als Chris seinen Sohn Daniel, den Ich-Erzähler, überraschend anruft und ihm mitteilt, dass seine Mutter unter starken paranoiden Wahnvorstellungen leidet, die lebensbedrohliche Ausmaße annähmen. Daniels Mutter, die nur wenige Minuten später ebenfalls anruft, behauptet hingegen, sie sei völlig gesund, und Daniel solle seinem Vater kein Wort glauben. In einer Art Flucht kommt sie noch am selben Tag zu ihm nach London und legt sehr reflektiert und strukturiert ihre Theorie dar, dass sie in Schweden eine kriminelle Vereinigung aufgedeckt habe, die Mädchen systematisch adoptiert, sexuell ausbeutet und – in mindestens einem Fall – auch tötet. Die Dorfgemeinschaft, angeführt von einem einflussreichen Großgrundbesitzer und Nachbarn, habe sie von Anfang an schikaniert, da sie sich nicht einfügen wollte. Jetzt, da sie die Verschwörung aufgedeckt hat, trachtet man ihr nach dem Leben oder wolle sie zumindest mithilfe eines eingeweihten Arztes für verrückt erklären und zwangseinweisen lassen. Auch Chris sei mittlerweile Teil dieser Verschwörung.
Zum Beweis legt sie Daniel Stück für Stück gesammelte Beweise vor, die sie wie einen Schatz hütet. Daniels Vater bestreitet alles und verweist auf Tildes zunehmende Psychose und Wahnvorstellungen.
Tilde droht nun, Daniel als Sohn zu verstoßen, sollte er seinem Vater mehr glauben als ihr.
Daniel ist hin- und hergerissen zwischen seinen Eltern und weiß nicht, wem er vertrauen kann, muss aber schließlich eine Entscheidung treffen. Als es seiner Mutter immer schlechter geht, reist er nach Schweden und stellt auf eigene Faust Nachforschungen an. Durch Recherchen vor Ort und vielen Gesprächen, auch mit Tildes Vater, findet er tatsächlich die Wahrheit heraus, die ganz anders, aber noch viel bestürzender ist als alles, was er sich jemals hatte vorstellen können.

## Hintergrund
Der Roman setzt sich mit Fragen der psychischen Gesundheit, der Familie und der Wahrheit auseinander. Scheinwelten, erfundene Geschichten sowie verdrängte und nicht ausgesprochene Wahrheiten spielen bei allen Beteiligten eine große Rolle.
Tom Rob Smith ist der Sohn einer schwedischen Mutter und eines englischen Vaters, beide Antiquitätenhändler. Er wurde durch die Psychose seiner Mutter inspiriert, von der sie sich inzwischen vollständig erholt hat. Es bleibt offen, wie viel Autobiographie in dem Werk steckt. Smith sagt jedoch, er war überrascht von der Klarheit seiner Mutter, als sie ihre paranoiden Wahnvorstellungen beschrieb; er sagte: „Man würde nicht denken, dass jemand mit einer Psychose [...] meta-rhetorisch sein könnte. Und sie analysierte alles, was sie sagte, um zu sehen, wie es ankommen würde. Und ich dachte nur, na ja, jemand, der psychotisch ist, kann nicht so selbstbewusst sein. Aber der springende Punkt ist, dass man sich bei einer Psychose seiner selbst übermäßig bewusst ist. Was mich wirklich überrascht hat, war, wie wenig ich über psychische Gesundheit wusste.“
Stilistisch wird jederzeit deutlich, dass Daniel und Tilde jeweils ausschließlich ihre eigene Sicht der Dinge darlegen, die der Leser nie als Fakten ansehen darf. Hierzu arbeitet der Autor bei Tildes Aussagen mit eingerücktem Rand (bzw. beim Hörbuch lesen ein Sprecher und eine Sprecherin im Wechsel).

## Bibliografische Informationen
| Titel         | Ohne jeden Zweifel: Thriller |
| Autor/in      | Tom Rob Smith                |
| Übersetzt von | Eva Kemper                   |
| Verlag        | Manhattan, München 2013      |
| ISBN          | 978-3-442-54678-7            |